# Temporada 1994-95 de los Milwaukee Bucks
La temporada 1994-95 fue la vigesimoséptima de los Milwaukee Bucks en la NBA. La temporada regular acabó con 34 victorias y 48 derrotas, ocupando el noveno puesto de la Conferencia Este, no logrando clasificarse para los playoffs.

## Elecciones en elDraft
| Ronda | Puesto | Jugador        | Posición | Nacionalidad   | Universidad |
| ----- | ------ | -------------- | -------- | -------------- | ----------- |
| 1     | 1      | Glenn Robinson | Alero    | Estados Unidos | Purdue      |
| 1     | 18     | Eric Mobley    | Pívot    | Estados Unidos | Pittsburgh  |
| 2     | 46     | Voshon Lenard  | Escolta  | Estados Unidos | Minnesota   |

## Temporada regular
| División Central      | División Central | División Central | División Central | División Central | División Central | División Central | División Central | División Central |
| Equipo                | G                | P                | %                | PD               | Casa             | Fuera            | Div              |                  |
| --------------------- | ---------------- | ---------------- | ---------------- | ---------------- | ---------------- | ---------------- | ---------------- | ---------------- |
| y-Indiana Pacers      | 52               | 30               | .634             | –                | 33–8             | 19–22            | 18–10            |                  |
| x-Charlotte Hornets   | 50               | 32               | .610             | 2                | 29–12            | 21–20            | 17–11            |                  |
| x-Chicago Bulls       | 47               | 35               | .573             | 5                | 28–13            | 19–22            | 16–12            |                  |
| x-Cleveland Cavaliers | 43               | 39               | .524             | 9                | 26–15            | 17–24            | 17–11            |                  |
| x-Atlanta Hawks       | 42               | 40               | .512             | 10               | 24–17            | 18–23            | 9–19             |                  |
| Milwaukee Bucks       | 34               | 48               | .415             | 18               | 22–19            | 12–29            | 13–15            |                  |
| Detroit Pistons       | 28               | 54               | .341             | 24               | 22–19            | 6–35             | 8–20             |                  |

## Estadísticas

### Temporada regular
| Rk | Jugador        | Edad | P  | PT | MP   | TC  | TCI  | %TC  | T3  | T3I | %T3   | TL  | TLI | %TL   | RO  | RD  | RT   | AS  | RB  | TAP | BP  | FP  | PTS  |
| -- | -------------- | ---- | -- | -- | ---- | --- | ---- | ---- | --- | --- | ----- | --- | --- | ----- | --- | --- | ---- | --- | --- | --- | --- | --- | ---- |
| 1  | Vin Baker      | 23   | 82 | 82 | 41.0 | 7.2 | 15.0 | .483 | 0.1 | 0.3 | .292  | 3.1 | 5.3 | .593  | 3.5 | 6.8 | 10.3 | 3.6 | 1.0 | 1.4 | 2.7 | 3.4 | 17.7 |
| 2  | Glenn Robinson | 22   | 80 | 76 | 37.0 | 8.0 | 17.6 | .451 | 1.1 | 3.4 | .321  | 5.0 | 6.2 | .796  | 2.1 | 4.3 | 6.4  | 2.5 | 1.4 | 0.3 | 3.9 | 2.9 | 21.9 |
| 3  | Todd Day       | 25   | 82 | 81 | 33.1 | 5.4 | 12.8 | .424 | 2.0 | 5.1 | .390  | 3.1 | 4.2 | .754  | 1.2 | 2.8 | 3.9  | 1.6 | 1.3 | 0.8 | 1.9 | 3.5 | 16.0 |
| 4  | Eric Murdock   | 26   | 75 | 32 | 28.8 | 4.5 | 10.9 | .415 | 1.2 | 3.2 | .375  | 2.8 | 3.6 | .790  | 0.6 | 2.2 | 2.9  | 6.4 | 1.5 | 0.2 | 2.6 | 1.9 | 13.0 |
| 5  | Marty Conlon   | 27   | 82 | 3  | 25.2 | 4.2 | 7.9  | .532 | 0.1 | 0.4 | .276  | 1.5 | 2.4 | .613  | 2.0 | 3.2 | 5.2  | 1.3 | 0.5 | 0.2 | 1.5 | 2.7 | 9.9  |
| 6  | Johnny Newman  | 31   | 82 | 11 | 23.1 | 2.8 | 6.0  | .463 | 0.5 | 1.6 | .352  | 1.7 | 2.1 | .801  | 0.9 | 1.2 | 2.1  | 1.1 | 0.8 | 0.2 | 1.0 | 2.9 | 7.7  |
| 7  | Lee Mayberry   | 24   | 82 | 50 | 21.3 | 2.1 | 5.0  | .422 | 0.9 | 2.2 | .407  | 0.7 | 1.0 | .699  | 0.3 | 0.7 | 1.0  | 3.4 | 0.6 | 0.0 | 1.3 | 1.5 | 5.8  |
| 8  | Ed Pinckney    | 31   | 62 | 17 | 13.5 | 0.8 | 1.6  | .495 | 0.0 | 0.0 |       | 0.7 | 1.0 | .710  | 1.0 | 2.4 | 3.4  | 0.3 | 0.5 | 0.3 | 0.4 | 1.0 | 2.3  |
| 9  | Alton Lister   | 36   | 60 | 32 | 12.9 | 1.1 | 2.2  | .493 | 0.0 | 0.0 | .000  | 0.6 | 1.2 | .500  | 1.1 | 2.8 | 3.9  | 0.2 | 0.3 | 1.0 | 0.6 | 2.4 | 2.8  |
| 10 | Eric Mobley    | 24   | 46 | 26 | 12.8 | 1.7 | 2.9  | .591 | 0.0 | 0.0 | 1.000 | 0.5 | 1.0 | .489  | 1.2 | 2.1 | 3.3  | 0.5 | 0.2 | 0.6 | 0.5 | 1.4 | 3.9  |
| 11 | Jon Barry      | 25   | 52 | 0  | 11.6 | 1.1 | 2.6  | .425 | 0.3 | 0.9 | .333  | 1.2 | 1.5 | .763  | 0.3 | 0.7 | 0.9  | 1.6 | 0.6 | 0.1 | 0.8 | 1.0 | 3.7  |
| 12 | Danny Young    | 32   | 7  | 0  | 11.0 | 1.3 | 2.4  | .529 | 0.7 | 1.7 | .417  | 0.1 | 0.1 | 1.000 | 0.1 | 0.6 | 0.7  | 1.7 | 0.6 | 0.0 | 0.6 | 1.1 | 3.4  |
| 13 | Aaron Williams | 23   | 15 | 0  | 4.8  | 0.5 | 1.6  | .333 | 0.0 | 0.1 | .000  | 0.5 | 0.8 | .667  | 0.3 | 0.9 | 1.3  | 0.0 | 0.1 | 0.4 | 0.5 | 0.9 | 1.6  |
| 14 | Tate George    | 26   | 3  | 0  | 2.7  | 0.3 | 1.0  | .333 | 0.0 | 0.3 | .000  | 0.7 | 0.7 | 1.000 | 0.3 | 0.0 | 0.3  | 0.0 | 0.0 | 0.0 | 0.7 | 0.3 | 1.3  |

## Galardones y récords
| Jugador        | Galardón                            |
| Glenn Robinson | Mejor quinteto de rookies de la NBA |
| Vin Baker      | All-Star                            |